# Cathal Ó Searcaigh

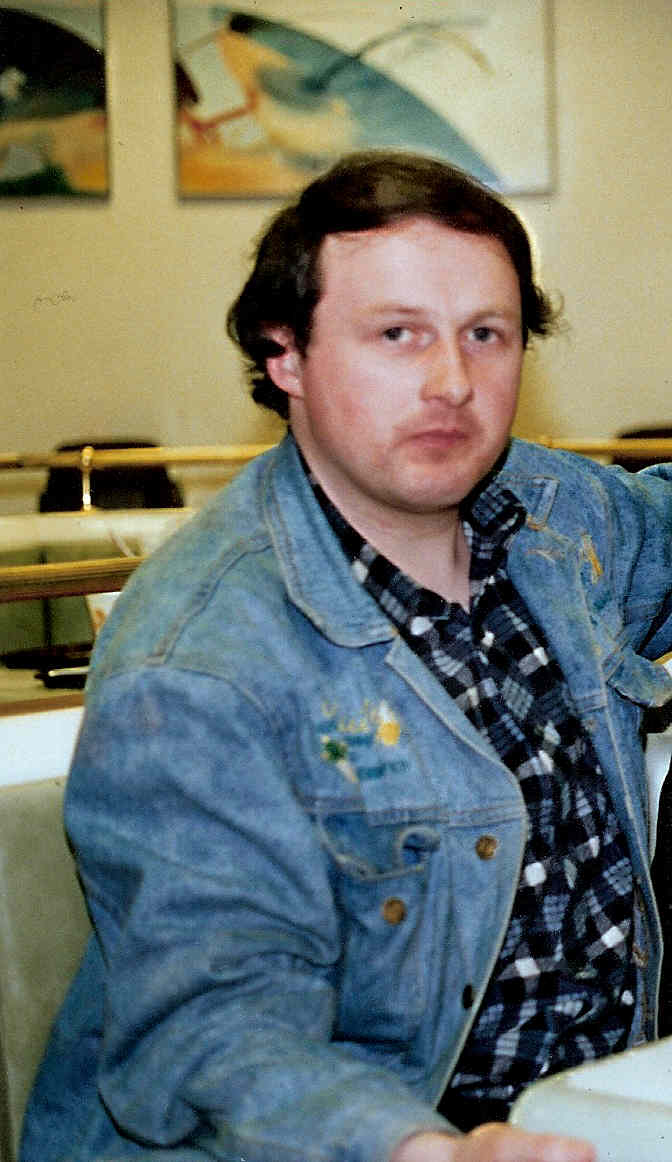
Cathal Ó Searcaigh

Cathal Ó Searcaigh (* 12. Juli 1956 in Gort an Choirce, County Donegal) ist ein irischer Schriftsteller, Dichter und Dramatiker, der in irischer Sprache schreibt.

## Leben und Werk
Ó Searcaigh wurde 1956 im Nordwesten Irlands, in einer noch weitgehend irischsprachigen (Gaeltacht-) Region geboren. Zuerst hat er Gedichtsammlungen veröffentlicht, zum Beispiel 1993 Homecoming – An Bealach ’na Bhaile und 1995 Na Buachaillí Bána. Für sein Werk An Tnúth leis an tSolas erhielt er 2001 den Literaturpreis für irische Sprache der Irish Times.
Außerdem hat er auch einige Theaterstücke geschrieben, wie Mairimid leis na Mistéirí: Agus Dramai Eile (Wir sollen mit den Geheimnissen leben), Tá an Tóin ag Titim as an tSaol und Oíche Dhrochghealaí. Sein Reisetagebuch Seal i Neipeal (Zeit in Nepal) von 2004 wurde ebenfalls sehr bekannt. In den letzten Jahren ist Ó Searcaigh durch Lesungen in verschiedenen europäischen Ländern, so auch auf der Frankfurter Buchmesse, international bekannt geworden. Sein Werk ist in zehn Sprachen, darunter auch Deutsch, übersetzt worden.
Ó Searcaigh ist Mitglied der irischen Künstlervereinigung Aosdána.

## Öffentliche Kontroverse
Im Februar 2008 entstand in Verbindung mit einem Dokumentarfilm von Neasa Ní Chianáin, Fairytale of Kathmandu, eine Kontroverse über sein soziales Engagement in Nepal, nachdem Ó Searcaigh in dem Film vorgeworfen wurde, er versuche, bei seinen Besuchen in Nepal junge Männer durch geldliche Zuwendungen zu sexuellen Gegenleistungen zu bewegen. Eine weitere Kontroverse entstand über die trotz Bedenken und offener Rechtsfragen erfolgte Fernseh-Ausstrahlung des umstrittenen Films durch RTÉ am 11. März 2008. 

Ende Februar wurde bekannt, dass im Zuge dieser Affäre erwogen wurde, die Gedichte Ó Searcaighs aus dem Lehrplan an irischen Schulen zu entfernen, jedoch wurde davon nach intensiven Beratungen Abstand genommen.

## Nachweise
1. ↑  The Irish Times: “Ó Searcaigh not alone in having questions to answer”, 15. März 2008 (englisch; stub – Abo erforderlich)
2. ↑  The Irish Times: “Garda launches inquiry over Ó Searcaigh documentary”, 6. Februar 2008 (stub, Abo erforderlich – Garda bezeichnet die irische Polizei)
3. ↑  The Irish Times: “RTÉ intends to show Ó Searcaigh film despite appeals”, 11. März 2008 (stub, Abo erforderlich; Tippfehler im Orig.)
4. ↑  The Irish Times: “Postpone showing of film on poet, says Norris”, 12. März 2008 (stub, Abo erforderlich)
5. ↑  The Irish Times: “Ó Searcaigh’s poems may be removed from syllabus”, 21. Februar 2008
6. ↑  The Irish Times: “Ó Searcaigh poetry to remain on syllabus”, 13. März 2008 (stub, Abo erforderlich)